# Centro di ricerca Dolphin
Il centro di ricerca Dolphin è un delfinario statunitense, istituito nel 1984 nella città di  Marathon sull'isola di Grassy Key, in Florida.